# Castelo de Turenne
O Château de Turenne é um castelo em ruínas em Turenne no departamento de Corrèze no sudoeste da França.